# علم سريلانكا
أعتمد علم جمهورية سريلانكا الديمقراطية الاشتراكية (بالسنهالية: ශ්‍රී ලංකාවේ ජාතික කොඩිය)(بالتاميلية: இலங்கையின் தேசியக்கொடி) الحالي في 22 أيار - مايو من سنة 1972 بعد استقلالها عن التاج البريطاني ويتكون من أربعة ألوان هي الأصفر والأحمر والأخضر والبرتقالي.

## معنى العلم
- الأسد يرمز إلى قوة الأمة السريلانكية.
- سيف الأسد يرمز إلى سيادة البلاد.
- لحية الأسد ترمز إلى نقاء وطهارة الكلمات.
- الشعر المجعد على رأس الأسد يرمز إلى ممارسة الشعائر الدينية وإلى الحكمة والتأمل.
- مقبض السيف يرمز إلى العناصر الأساسية الأربعة وهي الماء، الهواء، النار والأرض.
- أنف الأسد يرمز إلى الذكاء.
- المربع الأحمر يرمز إلى الإثنية السنهالية.
- الشريط العمودي باللون البرتقالي يرمز إلى التاميل (الهندوس).
- الشريط العمودي باللون الأخضر يرمز إلى المسلمين في البلاد.
- الإطار الأصفر حول العلم يرمز إلى الديانة البوذية السائدة في جزيرة سريلانكا الواقعة في جنوب شبه القارة الهندية.
- الأوراق الأربعة المحيطة بالأسد داخل المربع البني ترمز إلى اللطف، الرحمة، الفرح والإتزان.[4][5]

## الألوان
حددت ألوان العلم الوطني في الوثيقة SLS 1: 2020.
| الألوان                              | الأصفر      | الأحمر      | البرتقالي   | الأخضر      |
| ------------------------------------ | ----------- | ----------- | ----------- | ----------- |
| النموذج اللوني سيان ماجنتا أصفر أسود | 0-26-90-3   | 0-80-66-42  | 0-48-100-13 | 100-0-9-63  |
| ألوان الويب                          | #F7B718     | #941E32     | #DF7500     | #005F56     |
| النموذج اللوني أحمر أخضر أزرق        | 247-183-24  | 148-30-50   | 223-117-0   | 0-95-86     |
| بانتون                               | 14-0957 TCX | 19-1863 TCX | 16-1164 TCX | 18-5322 TCX |

## أعلام تاريخية

علم مملكة كاندي حتى عام 1815.
العلم الاستعماري لسيلان البريطانية مابين عامي 1815-1875.
العلم الاستعماري لسيلان البريطانية مابين عامي 1875-1948.
علم دومينيون سيلان مابين عامي 1948-1951.
علم دومينيون سيلان مابين عامي 1951-1972.